# Bainouk-Gunyaamolo jezik
Bainouk-Gunyaamolo jezik (bagnoun, bainuk, banhum, banyuk, banyum, banyun, banyung, elomay, elunay, ñuñ; ISO 639-3: bcz), nigersko-kongoanski jezik uže atlantske skupine, kojim govori 20 700 ljudi u Senegalu (1991 Vanderaa), sjeverno od rijeke Casamance.
Ima dva dijalekta: gujaaxet i gunyamoolo

## Vanjske poveznice
- Ethnologue (14th)
- Ethnologue (15th)